# Phytocoris rufoscriptus
Phytocoris rufoscriptus är en insektsart som beskrevs av Van Duzee 1914. Phytocoris rufoscriptus ingår i släktet Phytocoris och familjen ängsskinnbaggar. Inga underarter finns listade i Catalogue of Life.